# Stanislas de Clermont-Tonnerre
Stanislas Marie Adélaide, Comte de Clermont-Tonnerre (* 1747 in Pont-à-Mousson; † 10. August 1792 in Paris) war ein französischer Politiker während der Französischen Revolution. Er war einer der führenden Köpfe der konstitutionellen Monarchisten.

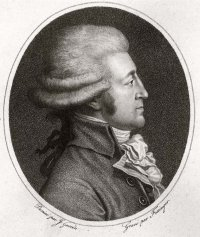
Stanislas de Clermont-Tonnerre

## Leben
Er stammte aus der alten Adelsfamilie Clermont-Tonnerre. Sein Großvater Gaspard de Clermont-Tonnerre hatte den Rang eines Marschalls von Frankreich inne. Sein Vater Joseph-François de Clermont-Tonnerre war Gouverneur der Dauphiné und hat durch seine Ausweisung der Parlamentsräte aus Grenoble zum Ausbruch des Aufstandes beigetragen, der unter dem Namen Tag der Ziegel bekannt wurde.
Stanislas war Oberst in der französischen Armee und galt als Freimaurer. Er war seit 1782 mit Louise, der Tochter von Henri de Rosières Marquis de Sorans, verheiratet. Er wurde als einer der Vertreter des Adels von Paris in die Versammlung der Generalstände von 1789 gewählt. Er gehörte zu den eher liberal gesinnten Adligen und war einer der Anführer der Adeligen, die sich am 25. Juni 1789 dem Dritten Stand und damit der Nationalversammlung anschlossen.
Er wurde zu einem der ersten Präsidenten der Versammlung gewählt. Er setzte sich für die Abschaffung der alten Privilegien und insbesondere für die rechtliche Gleichstellung von Protestanten und Juden ein. Später häufig zitiert wurde ein Satz aus einer Rede vom 23. Dezember 1789: „Den Juden als Nation ist alles zu verweigern, den Juden als Menschen aber ist alles zu gewähren.“ Er gehörte dem Verfassungsausschuss der Konstituante an und stellte dort die Frage, ob es ausreiche, die alte vorabsolutistische Verfassung wiederherzustellen, oder ob es nicht einer völlig neuen Verfassung bedürfe. Er selbst hoffte vergeblich darauf, auf Basis der Erklärung der Menschen- und Bürgerrechte zu einer Reformierung der alten Verfassung kommen zu können. Tatsächlich kam es aber zu einer völligen Neuschöpfung.
Er war einer der führenden Köpfe der konstitutionellen Monarchisten (monarchiens) und war einer der Gründer der Société des Amis de la Constitution Monarchique. In der Debatte um die Ausgestaltung der Rechte des Königs trat er für ein absolutes Recht eines königlichen Vetos ein. Mit seinen Freunden trat er für ein Zweikammersystem ein. Obwohl in der Minderheit, blieb er Mitglied der Versammlung. Er gab auch das Journal des impartiaux mit heraus. Dieses musste bald darauf sein Erscheinen einstellen. Nach dem Sturz des Königs kam er nach Hause, als dieses gerade durchsucht wurde, er floh vor der Volksmenge in das Haus der Madame de Brissac. Die Menge, die ihm folgte, jagte ihn bis in den vierten Stock. Dort wurde er erschossen und seine Leiche aus dem Fenster geworfen.
Der spätere Kardinal Anne-Antoine-Jules de Clermont-Tonnerre (1749–1830) war sein Cousin.